# ADサンジョアネンセ
アソシアソン・デスポルティーヴァ・サンジョアネンセ（ポルトガル語: Associação Desportiva Sanjoanense）は、ポルトガル・サン・ジョアン・ダ・マデイラに本拠地を置くサッカークラブである。

## 概要
1924年設立で、本拠地はエスタディオ・コンデ・ディアス・ガルシアである。

## 歴代所属選手
- アントニオ・ボテーリョ 1984
- パウロ・サントス 1992
- サミュエル・シルヴェラ 2022